# نبي (فلم)
نبي هو فيلم من نوع إثارة ودراما أُصدر في 16 مايو 2009. الفيلم من إنتاج سيلوليد دريمز ‏ وWhy Not Productions ‏ وبيم للتوزيع ‏ وUGC (cinema operator) ‏ وفرنسا 2 وكنال+، ومن توزيع UGC (cinema operator) ‏، وهو من إخراج جاك أوديار، أما السيناريو فكان من كتابة جاك أوديار وتوماس بدجاين وعبد الرؤوف دفري وNicolas Peufaillit ‏.

## القصة
تقع أحداث الفيلم في باريس ومارسيليا. وقصة الفيلم الرئيسية حول الجريمة المنظمة.
مالك الجبينة، شاب مغربي حُكم عليه بالسجن ست سنوات لاعتدائه على ضباط شرطة. عند وصوله، وحيدًا وأميًا، وقع تحت رحمة رجال العصابات الكورسيكيين، بقيادة سيزار لوتشياني، الذي يفرض نظامًا وحشيًا.
ينقسم السجن بين فصيلين رئيسيين: الكورسيكيون والمغاربيون. مالك منعزل. عندما يُجبره لوتشياني على أن يكون قاتل ريب، الشاهد المغربي في محاكمة، رغمًا عنه، يحظى مالك بحماية الكورسيكيين على الرغم من أصوله المغاربية.
بعد أن تعلم مالك اللغة الكورسيكية سرًا، أصبح بمثابة عيني لوتشياني وآذانه في السجن. عندما يحصل مالك على امتياز إجازات يومية خارج السجن، يعتمد عليه لوتشياني في إدارة أعماله الإجرامية خارجه.
يتعرف مالك برياض خلال فترة السجن، ويطلق سراح رياض بعدها بسبب سرطان الخصية، ويتوقف عن العلاج الكيماوي، ولا يبقى له سوى ستة أشهر ليعيشها.
في يوم إطلاق سراحه، استقبلته زوجة رياض وابنه خارج السجن. انطلقا معًا، وتبعهما موكب سيارات يحمل شركاء مالك الجدد.

## طاقم التمثيل
- Gilles Bellomi  [لغات أخرى]‏
- جان فيليب ريتشي
- Alexandre Dumal  [لغات أخرى]‏
- نيلس أريستروب
- ديمون وان
- ليلى بختي
- عادل بن شريف
- انطوان باسلر
- فريد العربي  [لغات أخرى]‏
- Foued Nassah  [لغات أخرى]‏
- فريديريك غراتسياني  [لغات أخرى]‏
- جيل كوهين [الإنجليزية]‏
- وليام فيردير  [لغات أخرى]‏
- هشام اليعقوبي
- كريم لكلو [الإنجليزية]‏
- رضا كاتب
- سليمان دازي
- طاهر رحيم

## الإنتاج
موسيقى الفيلم التصويرية كانت من تأليف ألكسندر ديسبلا.

## وصلات خارجية
- مقالات تستعمل روابط فنية بلا صلة مع ويكي بيانات